# Piet Ouderland
Pieter (Piet) Ouderland (Amsterdam, 17 maart 1933 – aldaar, 3 september 2017) was een Nederlands voetballer, honkballer en basketballer.

## Sportloopbaan
Ouderland kwam vanaf het seizoen 1956/1957 uit voor Ajax. Hij speelde bij de Amsterdamse club tot het seizoen 1963/1964 220 wedstrijden in de competitie en in totaal 261 officiële wedstrijden. Hiermee staat hij genoteerd in de club van honderd, de lijst met spelers van Ajax die meer dan honderd wedstrijden speelden voor het eerste elftal. In de jaren 1962 en 1963 speelde hij zevenmaal in de basis van het Nederlands elftal. Na zijn tijd bij Ajax speelde hij enkele seizoenen bij ZFC, een tweede divisieclub uit Zaandam. Daarna stapte Ouderland samen met onder anderen Cees Groot over naar FC Zaanstreek, de voorloper van het latere AZ. Met AZ promoveerde hij naar de eredivisie. Ouderland heeft op verschillende plaatsen in het elftal gestaan, van linksback tot spits.
Naast voetbal was ook basketbal een sport waar Ouderland goed in was. Hij speelde zelfs in het nationale basketbalteam. Ouderland is de enige Nederlander die zowel in het nationale voetbal- en basketbalteam speelde. Ook was hij een succesvol honkballer; hij werd landskampioen met OVVO.

## Overlijden
Piet Ouderland overleed in 2017 op 84-jarige leeftijd.

## Carrièrestatistieken
| Seizoen         | Club            | Land            | Competitie       | Competitie | Competitie | Beker | Beker | Internationaal | Internationaal | Totaal | Totaal |
| Seizoen         | Club            | Land            | Competitie       | Wed.       | Dlp.       | Wed.  | Dlp.  | Wed.           | Dlp.           | Wed.   | Dlp.   |
| --------------- | --------------- | --------------- | ---------------- | ---------- | ---------- | ----- | ----- | -------------- | -------------- | ------ | ------ |
| 1955/56         | Ajax            | Nederland       | Hoofdklasse A    | 27         | 6          | –     | –     | –              | –              | 27     | 6      |
| 1956/57         | Ajax            | Nederland       | Eredivisie       | 14         | 5          | 1     | 1     | –              | –              | 15     | 6      |
| 1957/58         | Ajax            | Nederland       | Eredivisie       | 21         | 3          | –     | –     | 4              | 3              | 25     | 6      |
| 1958/59         | Ajax            | Nederland       | Eredivisie       | 34         | 0          | 4     | 0     | –              | –              | 38     | 0      |
| 1959/60         | Ajax            | Nederland       | Eredivisie       | 3          | 0          | –     | –     | –              | –              | 3      | 0      |
| 1960/61         | Ajax            | Nederland       | Eredivisie       | 29         | 1          | 8     | 0     | 6              | 1              | 43     | 2      |
| 1961/62         | Ajax            | Nederland       | Eredivisie       | 33         | 3          | 2     | 0     | 0              | 0              | 35     | 3      |
| 1962/63         | Ajax            | Nederland       | Eredivisie       | 29         | 1          | 0     | 0     | 9              | 1              | 38     | 2      |
| 1963/64         | Ajax            | Nederland       | Eredivisie       | 30         | 1          | 5     | 0     | 2              | 0              | 37     | 1      |
| 1964/65         | FC Zaanstreek   | Nederland       | Tweede divisie A | –          | 5          | 1     | 0     | –              | –              | –      | 5      |
| 1965/66         | FC Zaanstreek   | Nederland       | Tweede divisie A | –          | 3          | –     | 1     | –              | –              | –      | 4      |
| 1966/67         | FC Zaanstreek   | Nederland       | Eerste divisie   | –          | 3          | 1     | 0     | –              | –              | –      | 3      |
| 1967/68         | AZ '67          | Nederland       | Eerste divisie   | 30         | 5          | –     | 0     | –              | –              | –      | 5      |
| 1968/69         | ZFC             | Nederland       | Tweede divisie   | –          | 3          | –     | 0     | –              | –              | –      | 3      |
| Carrière totaal | Carrière totaal | Carrière totaal | Carrière totaal  | –          | 39         | –     | 2     | 21             | 5              | –      | 46     |

## Erelijst
Ajax
| Nationaal                  |    |                  |
| Eredivisie                 | 2x | 1956/57, 1959/60 |
| KNVB beker                 | 1x | 1960/61          |
| Internationaal             |    |                  |
| International Football Cup | 1x | 1961/62          |